# Basin Reserve
Das Basin Reserve (auch "The Basin") ist ein Cricketstadion in Wellington, Neuseeland. Es wurde 1868 eröffnet und ist das älteste Cricketstadion Neuseelands. Das Stadion ist Austragungsort für internationale Test Matches und One-Day Internationals.

## Kapazität & Infrastruktur
Wegen der langen Tradition steht das Stadion als einzige Sportstätte auf der National Heritage list. Im Gegensatz zu anderen herkömmlichen Cricketstadien weist das Basin Reserve einige Besonderheiten auf: Das Spielfeld ist nicht von großen Tribünen umrandet. Die großen Grasflächen bieten viel Platz für die Zuschauer, die meist das Match auf Decken liegend verfolgen. Eine weitere Besonderheit ist, dass das Cricketfeld direkt von hohen Bergen umgeben ist: Mount Victoria und Mount Cook. Dies bietet Schutz vor Wind und die Wärme der Sonne bleibt dort länger erhalten. Das Cricketstadion wird daher auch als island of cricket bezeichnet. Die Kapazität des Stadions beträgt 11.600 Plätze. Die beiden Wicketenden tragen die Namen Vance Stand End und Scoreboard End.

## Geschichte
1855 gab es ein Erdbeben in der Region. Erst dadurch wurde genügend Platz für ein Cricketfeld und die umliegenden Gebäude frei. Zur selben Zeit stieg die Beliebtheit von Cricket und man entschied sich für die Errichtung eines Stadions. 1857 setzten sich viele berühmte Bewohner Wellingtons für die Errichtung eines Cricketfeldes ein. Die Baukosten wurden zur Hälfte von Cricketspielern übernommen, die andere Hälfte wurde von staatlicher Seite bereitgestellt. 1868, 13 Jahre nach dem Erdbeben, fand das erste Cricket-Match statt. Am 11. Dezember 1866 wurde offizielle festgelegt, dass der Cricket ground das Heimatstadion für den Wellington Cricketclub ist. Am 30. November 1873 fand das erste First-Class-Match zwischen Wellington und Auckland statt.

## Internationales Cricket
Das Stadion war am 24. Januar 1930 das erste Mal Austragungsort für ein Test-Match zwischen Neuseeland und England. Das erste ODI trug die gleiche Paarung 1975 aus. Seitdem ist es regelmäßiger Austragungsort internationaler Spiele, jedoch wurden die meisten ODIs in Wellington nach der Fertigstellung des Westpac Stadiums 1999 dort ausgetragen. Das Stadion war einer der Austragungsorte des Cricket World Cup 1992.

## Nationales Cricket
Das Cricketstadion ist Heimatstadion des Welligtoner Cricketteams das First-Class Status besitzt. In der Saison 2009/2010 wurde das 400. First-Class Match ausgetragen. Am 28. Februar 2016 war das Stadion Austragungsort für das Island-of-Origin-Match, wo die besten Spieler der Nord- und Südinsel gegeneinander antraten.